# Evaporation

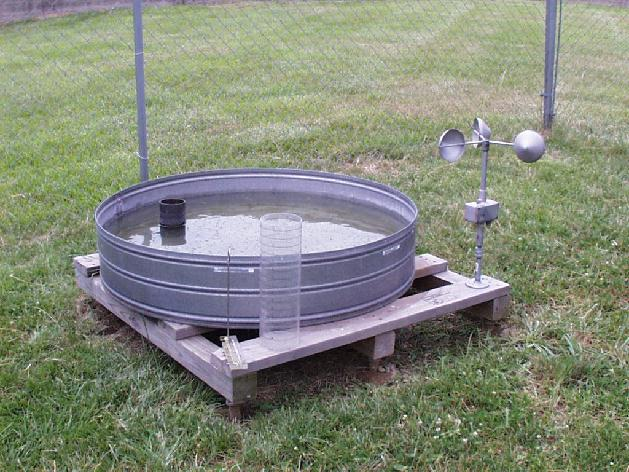
Messung in einem Atmometer

Die Evaporation (anhörenⓘ), von lateinisch evaporare („abdampfen, verdunsten, verdampfen“), ist ein meteorologischer Begriff, der die Verdunstung von Wasser auf unbewachsenen bzw. freien Land- oder Wasserflächen bezeichnet.

## Penman-Gleichung
Eine weit verbreitete Näherungsformel stellte H. L. Penman 1948 auf. Diese berücksichtigt, dass die Verdunstungsrate (gemessen in mm/d) drei Einflussfaktoren besitzt:
- Energielieferanten in Form von Strahlungsquellen (Sonne) und Erdwärme,
- die Windgeschwindigkeit,
- die Luftfeuchtigkeit, vertreten durch das Sättigungsdefizit.

eine Version der Penman-Gleichung:
{\displaystyle E={\frac {\Delta (R_{\mathrm {n} }-G)+\rho _{\mathrm {L} }c_{\mathrm {p} }C_{at}\delta e}{\lambda _{\mathrm {w} }\left(\Delta +\gamma \right)}}}
Mit
E = Evaporationsrate (kg·m−2·s−1)
Δ = Steigung der Sättigungsdampfdruckkurve in Abhängigkeit von der Luft(Dampf-)temperatur (Pa·K−1)
Rn = Nettostrahlung (W·m−2)
G = Bodenwärmestrom (W·m−2)
ρL = Luftdichte (kg·m−3)
cp = Wärmekapazität der Luft (1004 J·kg−1·K−1)
Cat = Atmosphärische Leitfähigkeit (m·s−1)
δe = Wasserdampfsättigungsdefizit (Pa)
γ = Psychrometerkonstante (ca. 0,6 hPa·K−1)
λw = Verdampfungsenthalpie von Wasser (2,5 MJ·kg−1)
Die Penman-Formel bezieht sich nur auf offene Wasserflächen oder gut mit Wasser versorgte Flächen.
Die durch die Energiezufuhr bedingte, maximal mögliche Verdunstung bezeichnet man als potenzielle Verdunstung. Die aktuelle Verdunstung, oder auch reale Verdunstung, ist die messbare Verdunstung auf der betrachteten Oberfläche und daher auch immer kleiner oder gerade gleich der potenziellen Verdunstung. Das Verhältnis von der potenziellen zur aktuellen Verdunstung ist essentiell für die Ausbildung von Klimazonen, wobei hierdurch aride, semihumide oder humide Klimate entstehen.
Transpiration bezeichnet hierbei die Verdunstung bei Lebewesen, wobei vor allem die Transpiration von Pflanzen von Bedeutung ist.
Die Summe aus Evaporation und Transpiration nennt man Evapotranspiration.